# 沙姆里
沙姆里（法語：Chamery，法語發音：[ʃamʁi]）是法国马恩省的一个市镇，属于兰斯区。

## 地理
沙姆里（49°10'19"N, 3°57'18"E）面积5.27 平方千米，位于法国大東部大區马恩省，该省份为法国东北部内陆省份，北起阿登省，西北接埃纳省，西南接塞纳-马恩省，南至奥布省，东南接上马恩省，东临默兹省。
与沙姆里接壤的市镇（或旧市镇、城区）包括：埃克伊、库尔塔尼翁、楠特伊拉福雷、塞尔米耶、维莱欧讷。

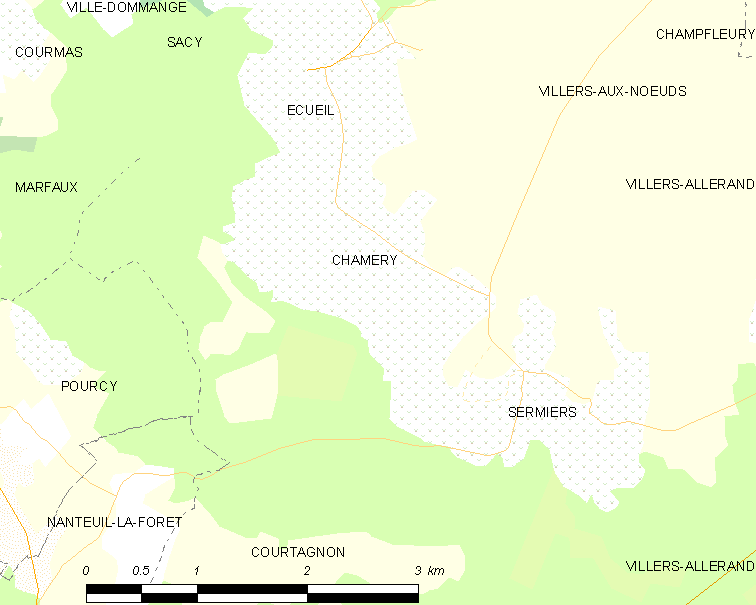
沙姆里的OSM定位图

沙姆里的时区为UTC+01:00、UTC+02:00（夏令时）。

## 行政
沙姆里的邮政编码为51500，INSEE市镇编码为51112。

## 政治
沙姆里所属的省级选区为菲姆-兰斯山县。

## 人口

1962-2008年间沙姆里人口变化图示

沙姆里于2022年1月1日时的人口数量为455人。